# 津軽政朝
津軽 政朝（つがる まさとも）は、江戸時代前期の弘前藩家老。

## 生涯
陸奥国弘前藩3代藩主・津軽信義の4男として誕生。叔父・津軽信隆の養子となった。
万治2年（1659年）、家督1600石を継いだ。寛文5年（1665年）に玄蕃と名乗り、寛文6年（1666年）には書院大番頭となった。延宝3年（1675年）に城代、そして延宝8年（1680年）に400石を加増され、家老となった。天和3年（1683年）6月、日光東照宮の普請に際し、惣奉行として参加した。貞享4年（1687年）、家老を辞した。元禄16年（1703年）には再び家老となった。

## 人物
古学と兵法を山鹿素行に学び、筆頭家老・山鹿政実（素行の嫡男）の下で家中に山鹿流学閥を築き、非山鹿系の譜代家臣や弘前大石氏と敵対している。
聡明であったと同時に武術にも優れた。常井直則に師事し、居合を学び、添田貞俊に従い柔術も極めた。拳法は厚さ4、5寸の平石をたびたび割り、馬術では馴縄流馬術を創始した。津軽から江戸まで馬に沓を履かせず、爪を損傷させないで走ることができたともいう。その上、能筆家で茶人でもあった。
・御家(弘前藩)においては、政朝丈(津軽玄蕃殿御家老職二千石)居合の至妙に達し、飛鳥を打ち落とし、宿鳥を手取りにし、気知り強き猫投げも、無先の先々をもって動かせず。物陰より出て三尺三寸の刀をもってこれを殺す自在あり。一切の武芸、この処この場極秘なり。居合の上においても、そのわざその仕方を見、その理、口授を得て詳しくすべしと云々。『高照宮御遺鑑・巻第八』
・我が門弟の内、藤原政朝はこの道に長ぜること、予が及ばざるところの妙術を著(あらわし)、伝えざるところの秘術を施せる人なる故に、彼が方へ往てこの三つの取組を密伝するに、信ずること、また我が深意に重過せり。(中略)
政朝予を助けて曰く、今新たに和の勝利妙用詳らかなることを知れり、無益を省(はぶき)、勝利全き取組を工夫して、益々末流の功労を救わんと云いて、予と共に心身を労し、四肢業用の宜しきを撰び、流儀を改め、本覚克己流を建立せしなり。『和骨簠簋集』
・直則より居合皆伝なされ給うなり。『奥富士物語・第四』
・常井直則は十文字槍術、日ノ下一指流と云うに達し、其の伝は津軽玄蕃殿に伝うとなり。『奥富士物語・第四』
・日光にて強き地震に付、御霊屋の御燈火、御用心向心元なく何れも如何あらんとのみにて、詮方なく皆々あくみて沙汰に及難き程なるに、玄蕃一人兎角登らるる限りは、自身罷上り申す可しと断りて、御坂を登る、頂上より大小となく、石の崩れ落ちる事限りなし、其落来る石の上をひたひたと飛登らるるを、見る人々大に感しける。終に御宮に入り御灯をことごとく取消し、返り下りけるに、一入地震もきびしく石もしけく、落来るをよく走りて下りけり。
此人力量早わざの名誉を取りたりしに遅はず、此度又此の如き事ありけり。(渡辺利容筆記。)